# Artedius fenestralis
Artedius fenestralis är en fiskart som beskrevs av Jordan och Gilbert, 1883. Artedius fenestralis ingår i släktet Artedius och familjen simpor. Inga underarter finns listade i Catalogue of Life.

## Bildgalleri

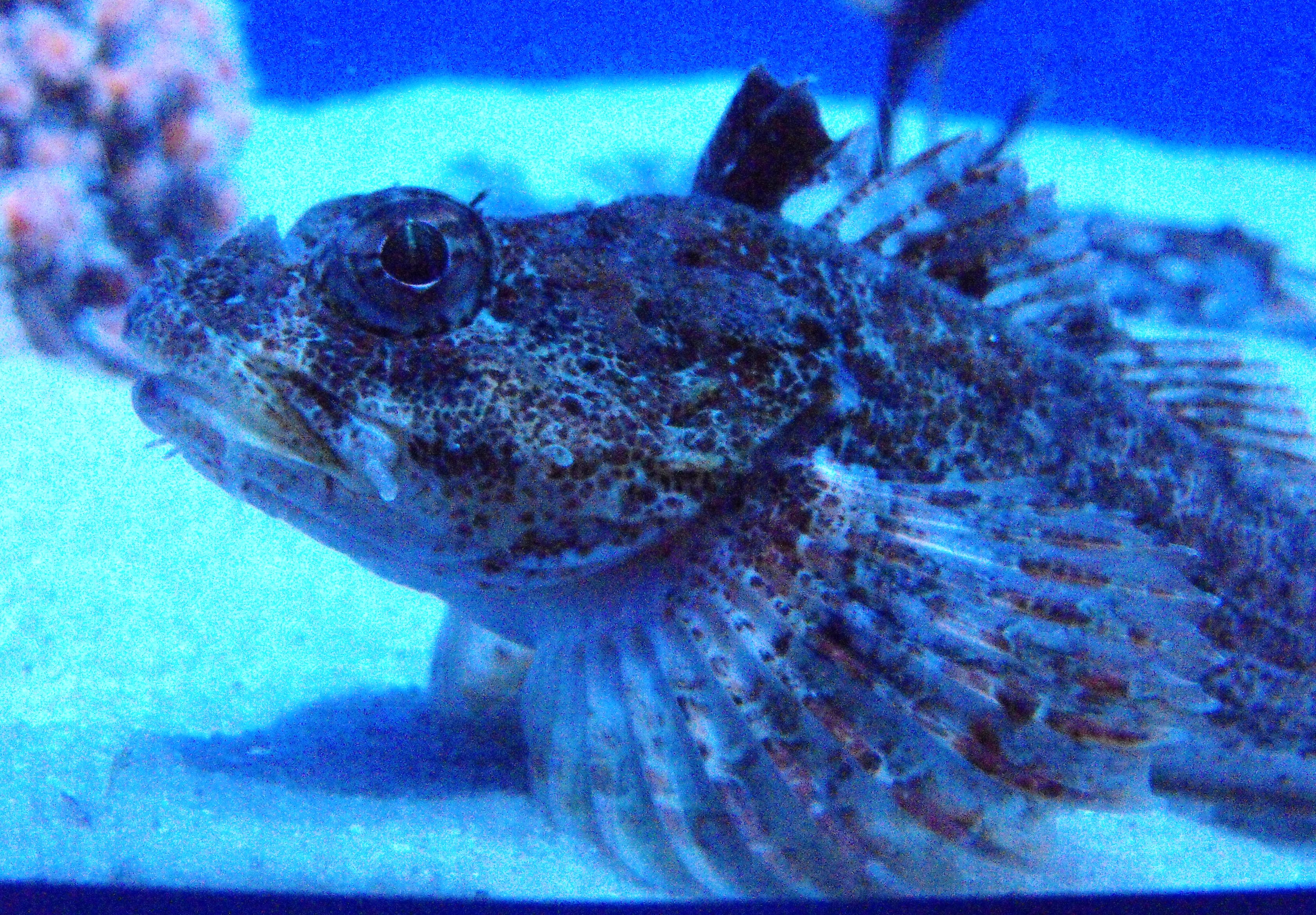
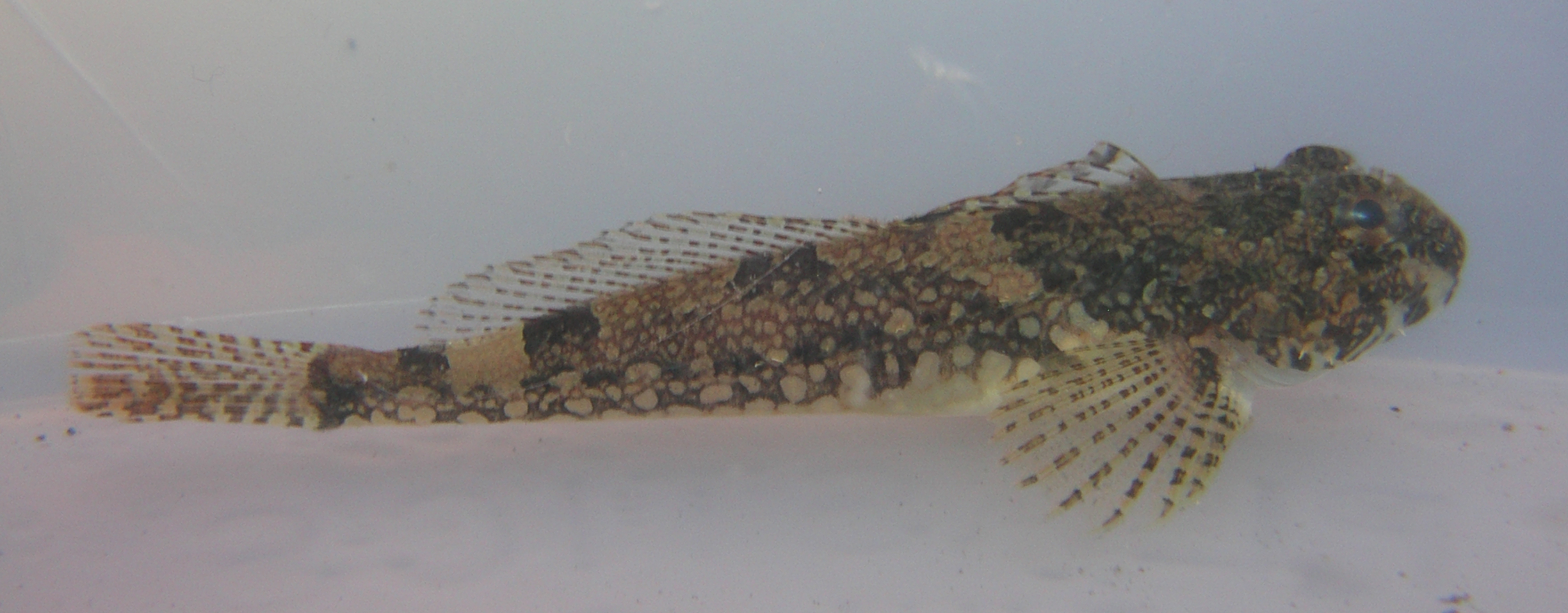
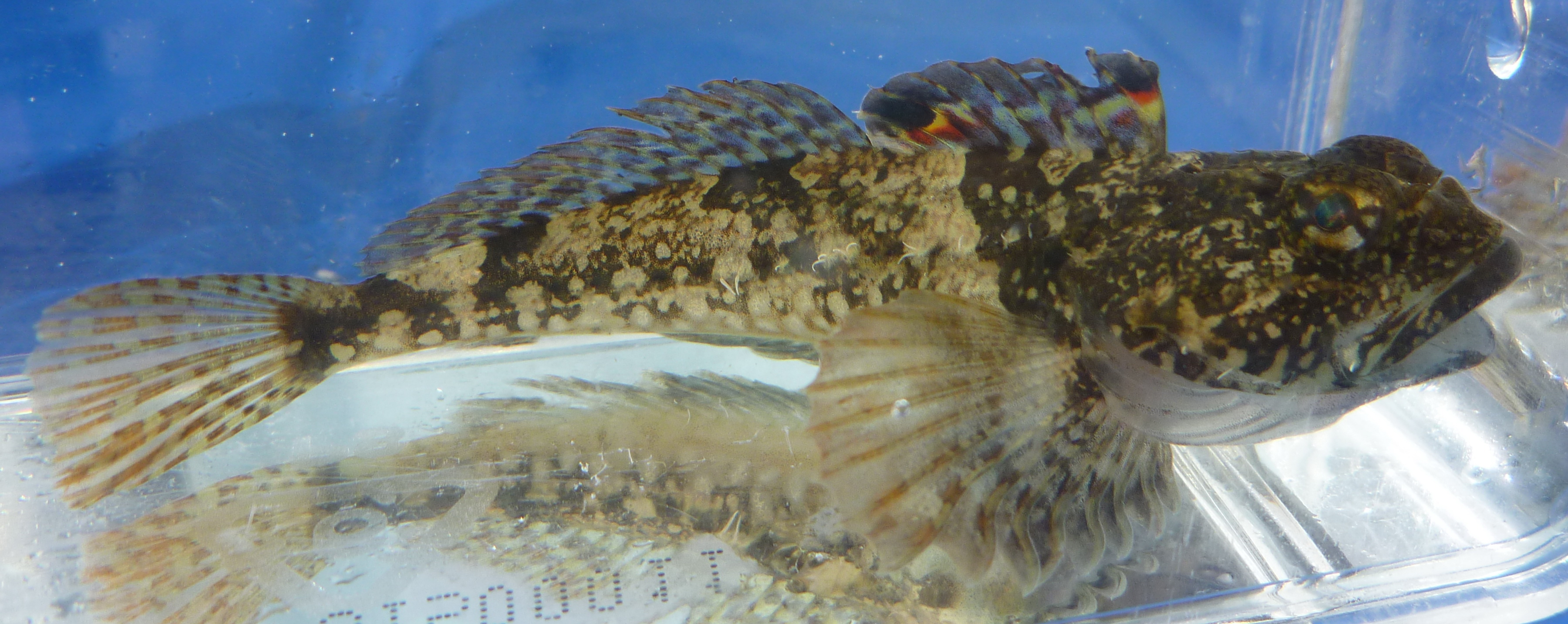
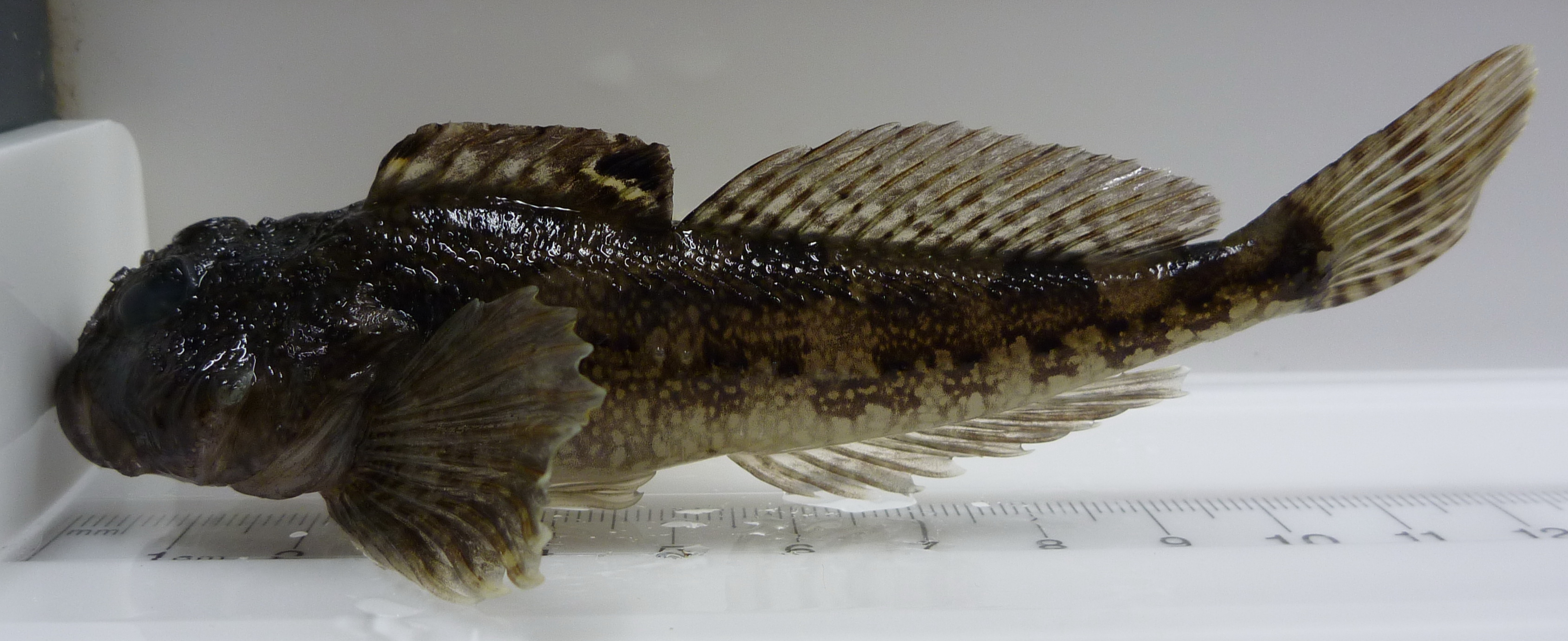